# 北海道スペシャル
『北海道スペシャル』（ほっかいどうスペシャル）は、北海道内のNHK総合テレビジョンで放送されているNHK札幌放送局制作の地域情報番組である。

## 概要
1990年代に不定期で放送された後、2000年度から2007年度までの8年間レギュラー放送され、2008・09年度の『プライムH』、2010 - 13年度の『北スペシャル』放送の後、2014年度より再度レギュラー放送が行われている。2016年度からは金曜20時台に『歴史秘話ヒストリア』の放送が編成されたことに伴い（地域情報番組#ブロック共通番組）、NHK札幌放送局制作の地域情報番組の主な放送枠は『北海道LOVEテレビ』に移管されたが、本番組はその後も報道関連の特番を中心とした不定期番組として放送されている。『北海道クローズアップ』終了後はその内容も引き継いでいる。『北海道LOVEテレビ』の終了後は再び金曜20時台に放送枠を移している。

## 出演

### 司会
- 野村優夫（NHK札幌局アナウンサー。特集の場合は出演しないが、討論番組形式の場合司会を務めている。『北海道クローズアップ』の司会であったため）

### ナレーション
- 白崎義彦（NHK札幌局アナウンサー、「帰郷　～アイヌ　遺骨返還の行方～」）[1]
- 音尾琢真（TEAM NACS、「裏山にヒグマがいる」）[2]

## 備考
第1期
- 本来この時間帯で放送される『あなたも挑戦!ことばゲーム』、『金曜ショータイム』、『金曜オンステージ』は後日北海道ローカルで時差放送されていた。
- このうち『金曜オンステージ』、『金曜ショータイム』は2003年9月までは金曜日23時台の海外ドラマ、『にんげんドキュメント』の時間帯にて同日時差放送され、海外ドラマや『にんげんドキュメント』は後日時差放送された時期もある。
- NHK総合テレビの金曜日20時台の番組としては2004年度まで東京制作の番組が放送されている中、北海道地方では唯一の定時ローカル番組であった。他地域でも順次、地域番組枠となった2005年度からはこれまでの毎週金曜日の放送から月1・2回程度の隔週金曜日の放送となり、ローカル放送のないときは東京からの番組を放送。
- 過去に1回だけ土曜日に放送されたことがあった（2005年のさっぽろ雪まつりの生中継）。そのため本来放送の『土曜特集』は翌日の日曜日午後に放送された。

第2期
- プロ野球中継や全国放送の番組で1か月以上放送がないこともある。
- 『いくぞ〜!北の出会い旅』、『北海道のナンモン』等のシリーズの場合、『北海道クローズアップ』の枠も統合して19時30分より放送される。
- 2015年は「シリーズ・戦後70年」として北海道の戦後70年を5回に分けて振り返った。
- 『北海道中ひざくりげ・穴場ハンター』は同枠の放送だが、北海道スペシャルの番組名では放送されていない。
- 2018年、2019年とも年間10本程度の制作、2021年、2022年は随時[3]、2023年は年間10本程度となっている[4]が、報道、ドキュメンタリーに関する特集を『北海道道』を拡大して放送することもあるためか、実際の放送実績は減少している。

## 放送時間
- 本放送：金曜日 20:00 - 20:43
- 再放送：土曜日 10:05 - 10:49（前週分の再放送）

過去の放送時間
- 第1期： 金曜日：20:00 - 20:43（19:30からの場合あり）
  - 『北海道ひと物語』、『ホンネで北海道』とともに隔週放送。
  - 『北海道中ひざくりげ』を内包していた。（2006年まで）
  - 『北海道まるかじり』、「北の大自然」、「21世紀・北海道の課題」、『データマップ北海道』といったシリーズもあった。
  - 上記番組がいずれも放送の予定がない週は東京から『アートエンターテインメント 迷宮美術館』を放送。また、『地域発 どうする日本』が放送される時もある。2008年4月以降は『プライムH』が毎週の放送となるため『地域発 どうする日本』やスポーツ中継など全国放送での特集番組がある場合を除き完全な定時番組となる。

## 放送内容
過去の主なもの
- 2003年6月 「知里幸恵 19歳のメッセージ ～「アイヌ神謡集」の世界～」
- 2003年6月20日　「知床 悠久の大自然」
- 2003年6月27日　「こどもたちの学校給食」
- 2003年10月10日 「北海道中ひざくりげ」
- 2003年10月17日 「ドキュメンタリー 顔」
- 2003年10月24日 「北海道まるかじり～タマネギ～」
- 2003年10月31日 「未知なる“北の楽園”紀行　サハリン縦断」
- 2003年11月7日　「北海道　野鳥の王国」
- 2014年4月4日　「甘くて、熱～い!　スイーツ王国・北海道」
- 2014年7月4日　「応援合戦100回　～北海道を支えた応援団OBたち～」
- 2014年7月11日　「坂本龍一が語る“札幌国際芸術祭”」
- 2014年9月12日　「拝啓　三浦綾子様　～デビュー50年　生き続ける言葉～」
- 2014年10月17日　「そば王国・北海道」
- 2014年10月31日　「知床　秋の恵み　～密着!日本一のサケ漁～」
- 2014年11月7日　「最後まで“全力疾走”　～日本ハム 稲葉篤紀選手～」
- 2015年2月27日　「石狩挽歌の海へ～漁師はニシンを待つ～」
- 2015年3月13日　「ツルとともに生きる」
- 2015年4月10日　「“友だちごっこ”をぶち壊せ～深川 拓大ミュージカル～」
- 2015年5月1日　「小樽ロマン　時を巡る旅」
- 2015年6月19日　「生涯　書き続けたい～家族・編集者が語る作家・渡辺淳一～」
- 2015年9月　「『農業女子はらぺ娘』の舞台“知られざる富良野”物語」
- 2015年10月　「幻の名画　夷酋列像の物語」
- 2019年10月4日　「アイヌとGHQ～マッカーサーの神棚の謎～」
- 2020年5月29日　「どうする?“コロナ時代”　＃シラベルカ特別編」
- 2020年7月10日　「検証　茨戸アカシアハイツ～“介護崩壊”は防げなかったのか～」
- 2020年12月25日 「“核のごみ”に揺れた町」
- 2020年12月25日 「帰郷　～アイヌ　遺骨返還の行方～」
- 2020年12月29日 「裏山にヒグマがいる」
- 2021年1月15日 「にもかかわらず歌う～音楽療法士の生命賛歌」
- 2021年6月11日 「北の息吹を刻む　～絵本作家・手島圭三郎～」
- 2021年9月10日 「ファーブルのバトン～おくやま親子の夏休み」
- 2021年11月5日 「奄美アイヌ 〜北と南の唄が出会うとき〜」
- 2021年11月19日 「核のごみ〜埋まらない溝〜」
- 2023年8月11日 「北海道兵、10805人の死」
- 2023年12月22日 「礼文島からの贈り物〜杣田美野里のメッセージ」